# San Antonio de Lomerío
San Antonio de Lomerío ist eine Ortschaft im Departamento Santa Cruz im Tiefland des südamerikanischen Anden-Staates Bolivien.

## Lage im Nahraum
San Antonio ist zentraler Ort des Municipios San Antonio de Lomerío in der Provinz Ñuflo de Chávez. Die Ortschaft liegt auf einer Höhe von 395 m am linken Ufer des Quebrada Tobosi wenige Kilometer vor seiner Vereinigung mit dem Río Zapocoz Norte. Nächstgelegene Städte sind San Ramón (65 km) im Westen und Concepción (80 km) im Norden.

## Geographie
San Antonio liegt im bolivianischen Tiefland in der Region Chiquitanía, einer in weiten Regionen noch wenig besiedelten Landschaft zwischen Santa Cruz und der brasilianischen Grenze.
Das Klima der Region ist ein semi-humides Klima der warmen Subtropen. Die monatlichen Durchschnittstemperaturen schwanken im Jahresverlauf nur geringfügig zwischen 20 °C in den Wintermonaten Juni und Juli mit kräftigen kalten Südwinden, und etwa 25 °C von Oktober bis Februar (siehe Klimadiagramm San Javier). Die jährliche Niederschlagsmenge liegt im langjährigen Mittel bei etwa 1000 mm, die vor allem in der Feuchtezeit von November bis März fällt, während die ariden Monate von Juni bis September Monatswerte zwischen 25 und 50 mm aufweisen.

## Verkehrsnetz
San Antonio liegt in einer Entfernung von 260 Straßenkilometern nordöstlich von Santa Cruz, der Hauptstadt des Departamentos.
Von Santa Cruz aus führt die asphaltierte Nationalstraße Ruta 4 über 47 Kilometer in östlicher Richtung über Cotoca nach Pailón. Hier trifft sie auf die Ruta 9, die in nördlicher Richtung über Los Troncos und San Julián nach weiteren 148 Kilometern San Ramón erreicht. Die Ruta 9 führt dann weiter über Trinidad in den äußersten Nordosten des Landes nach Guayaramerín an der brasilianischen Grenze.
Von San Ramón aus führt schließlich eine unbefestigte Landstraße in östlicher Richtung und erreicht nach weiteren 65 Kilometern San Antonio.

## Bevölkerung
Die Einwohnerzahl der Ortschaft ist in den vergangenen zwei Jahrzehnten auf mehr als das Doppelte angestiegen:
| Jahr | Einwohner | Quelle       |
| ---- | --------- | ------------ |
| 1992 | 795       | Volkszählung |
| 2001 | 1313      | Volkszählung |
| 2012 | 1677      | Volkszählung |
| 2024 |           | Volkszählung |

Die Region weist einen deutlichen Anteil an indigener Bevölkerung auf, im Municipio San Antonio sprechen 41,6 Prozent der Bevölkerung indigene Sprachen.
2006 erhielten die indigenen Monkoxɨ der Region das Recht des gemeinschaftlichen Landbesitzes in der Region Lomerío. Die vor allem in Subsistenzwirtschaft lebenden Familien sind in der Union indigender Gemeinschaften Lomeríos (CICOL) organisiert. Ihre Prinzipien der Selbstorganisation, beispielsweise zur Prävention von Waldbränden, waren wiederholter Forschungsgegenstand.